# Hortense Carricaburu
Pour les articles homonymes, voir Carricaburu.
Hortense Carricaburu, également connue sous le nom de Madame de la Villéhélio (Chéraute, Soule, 15 juin 1826 - Pau, 10 février 1898) était une musicologue, chanteuse, collecteuse de chants traditionnels et pianiste basque française. Elle est considérée comme l'auteur du premier recueil de chansons basques.

## Biographie
Joséphine Hortense Julie est née au château de Chéraute au Pays basque, dans la province de la Soule. Elle était la seconde fille de Clément Carricaburu (1771-1839), surnommé Itsaso (Ichazo ou Ytchazo). Sa sœur ainée Adélaïde devient baronne de Rouilhan, tandis que la cadette, Julie Adrienne, décédé dans l'adolescence.
Elle étudie à l'école du Sacré-Cœur, comme ses sœurs, mais ses parents ne jugent pas cet apprentissage suffisant et décident d'engager un tuteur pour l'été, l'écrivain et linguiste Agosti Xaho.

### Carrière de musicien
Elle avait l'habitude d'assister aux réunions de haut niveau de la baronne Artigau de Pau et, étant une très bonne soprano, elle attirait l'attention de tous les présents lorsqu'elle commençait à chanter,. 
Elle commence à collecter des chansons folkloriques au milieu du XIXe siècle. En plus de celles entendues à son père, elle les collecte directement auprès des paysans des alentours, déchiffre les chants au piano, et les transcrit dans un cahier.

### Publications
La seule publication connue de Carricaburu est le recueil Souvenirs des Pyrénées, 12 airs basques choisis et notés, par Mde de La Villéhélio, première anthologie de chants basques, contenant une douzaine d'airs (dix chants et deux morceaux instrumentaux): Txoriñoa kaiolan, Argia dela, Alargusa, Iruita, Cantique, Adio eddara, Aphal aphal burua, Baratzko geroflea, Maitenena, Agota, Zortziko et Maskarada marcha.

## Hommage
- En 2010, fut organisé un concert intitulé Femmes compositrices basques au Théâtre des Champs-Élysées de Bilbao. L'initiative est née des recherches de la soprano biscaïenne Maite Idirin. Pour que les compositrices basques ne tombent pas dans l’oubli et pour donner une certaine reconnaissance au travail qu’elles ont accompli. C'était un hommage à Hortense Karrikaburu, Emma Chacon, Emiliana Zubeldia.
- En 2020, la Fondation Juan March programme un concert à son siège à Madrid. Sous le titre Voces inéditas: mujeres compositoras.[9]
- En 2020, est publié le disque Argia eta Emakumea - Compositoras Vascas XIX-XXI, reprenant des titres de Carricaburu